# Sid McMath

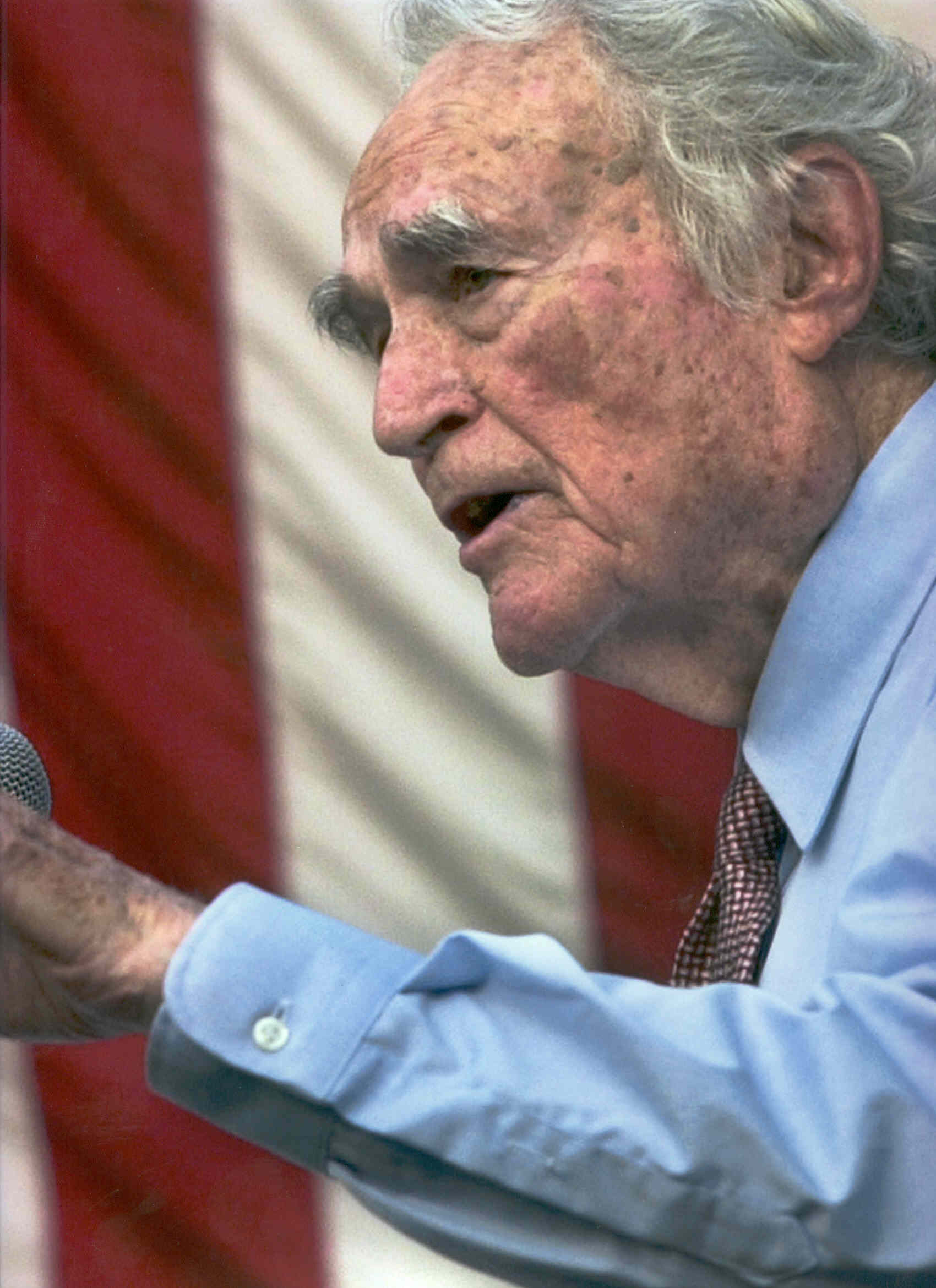
Sid McMath

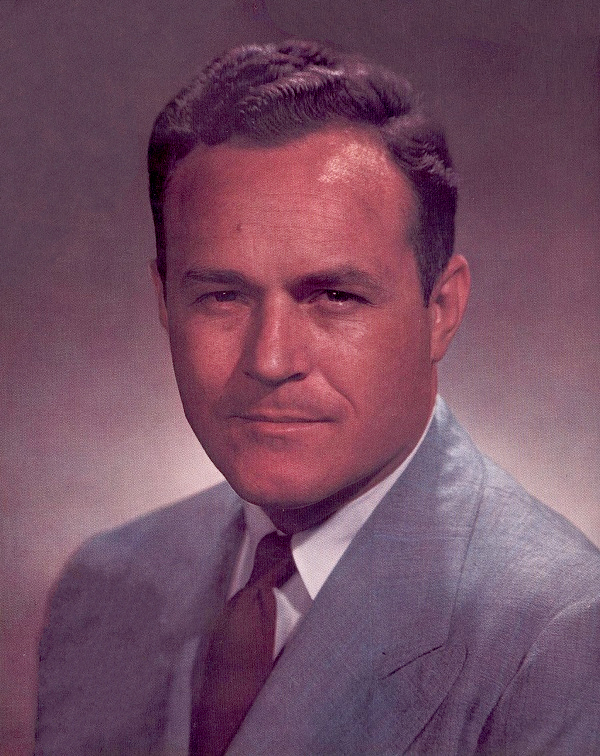
Sid McMath

Sidney Sanders McMath, född 14 juni 1912 i Columbia County, Arkansas, död 4 oktober 2003 i Little Rock, Arkansas, var en amerikansk demokratisk politiker, jurist och general. Han var den 34:e guvernören i delstaten Arkansas 1949-1953. Han var en progressiv demokrat som satsade på en utbyggnad av skolnätet och försvarade afroamerikanernas medborgerliga rättigheter.
McMath avlade 1936 juristexamen vid University of Arkansas. Han deltog i andra världskriget i USA:s marinkår och dekorerades för tapperhet i fält samt befordrades till överstelöjtnant. Han blev 1947 åklagare och vann sedan 1948 års guvernörsval i Arkansas. McMath deltog i Harry S. Trumans återvalskampanj i presidentvalet i USA 1948. Han förde kampanj för Truman överallt i sydstaterna och bekämpade segregationistiska dixiecrats inflytande. I 1950 års guvernörsval utmanades McMath av företrädaren Benjamin T. Laney som hade stött Strom Thurmond i presidentvalet och uppskattade inte McMaths insats för Truman. Presidenten själv uppskattade högt vad McMath hade åstadkommit i samband med återvalskampanjen i det mycket jämna valet 1948. McMath omvaldes 1950 men förlorade i primärvalet inför 1952 års guvernörsval mot Francis Cherry. McMath utmanade sedan utan framgång sittande senatorn John Little McClellan i demokraternas primärval inför 1954 års senatsval.
Guvernör Orval Faubus skickade 1957 nationalgardet för att förhindra integrationen av svarta och vita elever vid Little Rock Central High School. McMath ledde oppositionen mot Faubus i frågan. Han utmanade Faubus i 1962 års guvernörsval utan framgång. Faubus vann valet men också ändrade sina åsikter i rasfrågan till en mer moderat riktning i samband med kampanjen. Sid McMath spelade över huvud taget en central roll som opinionsbildare i rasfrågan.
McMath deltog i Vietnamkriget och befordrades 1966 till generalmajor. Efter sin politiska karriär blev han en av USA:s mest inflytelserika advokater. Han specialiserade sig på skadeståndsprocesser och representerade gång på gångkonsumenternas intressen mot storföretag. McMath och hans advokatbyrå föreslog 1991 att delstaten Arkansas skulle begära skadestånd från tobaksindustrin med tanke på rökarnas höga hälsovårdskostnader. Politikerna i Arkansas hade nära kopplingar till industrin och idén förkastades. Florida, Mississippi och Minnesota däremot använde idén med stor framgång.
I den 2003 utkomna självbiografin Promises Kept skildrar McMath förutom för sin karriär även familjetragedier som första hustrun Elaines död 1942 och den alkoholiserade fadern Hals våldsamma död 1947. McMaths andra hustru Anne som hade skjutit sin aggressiva svärfar dog 1994 i Little Rock.
McMaths grav finns i Alexander, Arkansas.